# Хејзи (романи)
Хејзи је серија романа аутора Градимира Пашћановића, под псеудонимом Т. Х. Грејч. Реч је о детективским романима акционо-урбаног карактера са изразитом дозом еротике. Романи о Хејзију почели су да излазе 1978. године у едицији романа Рото библиотека Х-100 новосадске издавачке куће Днвеник а касније су, од 1990. године, добили и посебну едицију. Поред Луна, краља поноћи,  Хејзи је био најпопуларнији криминалистички роман у бившој Југославији.
Спада у шунд литературу.